# Podgórz (Toruń)
Podgórz (deutsch Podgorz, 1942–1945 Amberg) ist ein Stadtteil der Stadt Toruń (Thorn) in der polnischen Woiwodschaft Kujawien-Pommern.

## Geographische Lage
Podgórz liegt im Kulmerland in der historischen Region Westpreußen, südlich des Stadtkerns von Thorn, in der Nähe des gegenüberliegenden südlichen Ufers der Weichsel.

## Geschichte

Pogorz im Kulmerland in Westpreußen, südlich von Thorn und südöstlich von Bromberg, auf einer Landkarte von 1908

Bei Podgórz handelt es sich um das alte Nessau, das um die Ordensburg Nessau, das spätere Schloss Dybow, gelegen hatte und, nachdem sich das Kulmerland zusammen mit dem Preußischen Bund freiwillig der Schutzmacht des Königreichs Polen unterstellt hatte, aufgrund eines von Kasimir IV. Andreas der Stadt Thorn gegebenen Versprechens abgebrochen und an einem weiter südlich gelegenen und etwas weiter von der Weichsel entfernten Ort, dem heutigen Nieszawa (Nessau), neu aufgebaut wurde. Der Verlegung von Nessau waren Beschwerden der Stadt Thorn wegen Handelsbeeinträchtigungen vorausgegangen. Die Stadt Podgórz gehörte danach zur Starostei Dybow.
Im Rahmen der zweiten polnischen Teilung 1793 kam die Stadt an Preußen und gehörte zunächst zum Departement Bromberg. Während der Franzosenzeit 1807–1815 wurde sie dem Herzogtum Warschau angegliedert. Im Jahr 1813 wurde die Stadt von den Franzosen niedergebrannt, um die Verteidigung der Stadt Thorn zu erleichtern.
1815 kam Podgorz zum Landkreis Thorn in der Provinz Westpreußen, zu dem die Stadt bis zum Ende des Ersten Weltkriegs gehörte. Am Anfang des 20. Jahrhunderts hatte Podgorz eine neue evangelische und eine katholische Kirche.
Nach Ende des Ersten Weltkriegs musste Podgorz aufgrund der Bestimmungen des Versailler Vertrags 1920 zum Zweck der Einrichtung des Polnischen Korridors an Polen abgetreten werden.
Nach dem Überfall auf Polen 1939 wurde das Territorium des Polnischen Korridors als Reichsgebiet annektiert und Podgorz wurde zusammen mit dem Kreis Thorn dem Regierungsbezirk Bromberg im Reichsgau Danzig-Westpreußen zugeordnet, zu dem die Stadt bis 1945 gehörte.
Gegen Ende des Zweiten Weltkriegs besetzte im Januar 1945 die Rote Armee die Region. Soweit die deutschen Einwohner nicht geflohen waren, wurden sie in der darauf folgenden Zeit von der örtlichen polnischen Verwaltungsbehörde aus Podgorz vertrieben.
Die Ortschaft ist heute ein Stadtteil von Toruń (Thorn).

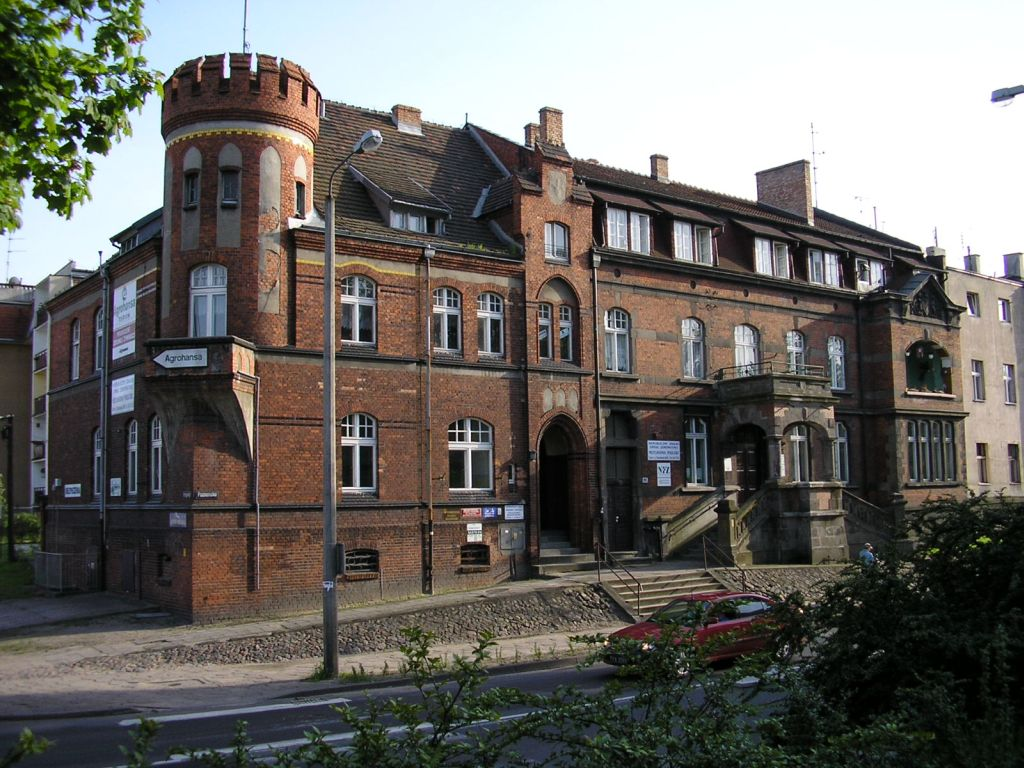
Rathaus, erbaut 1907
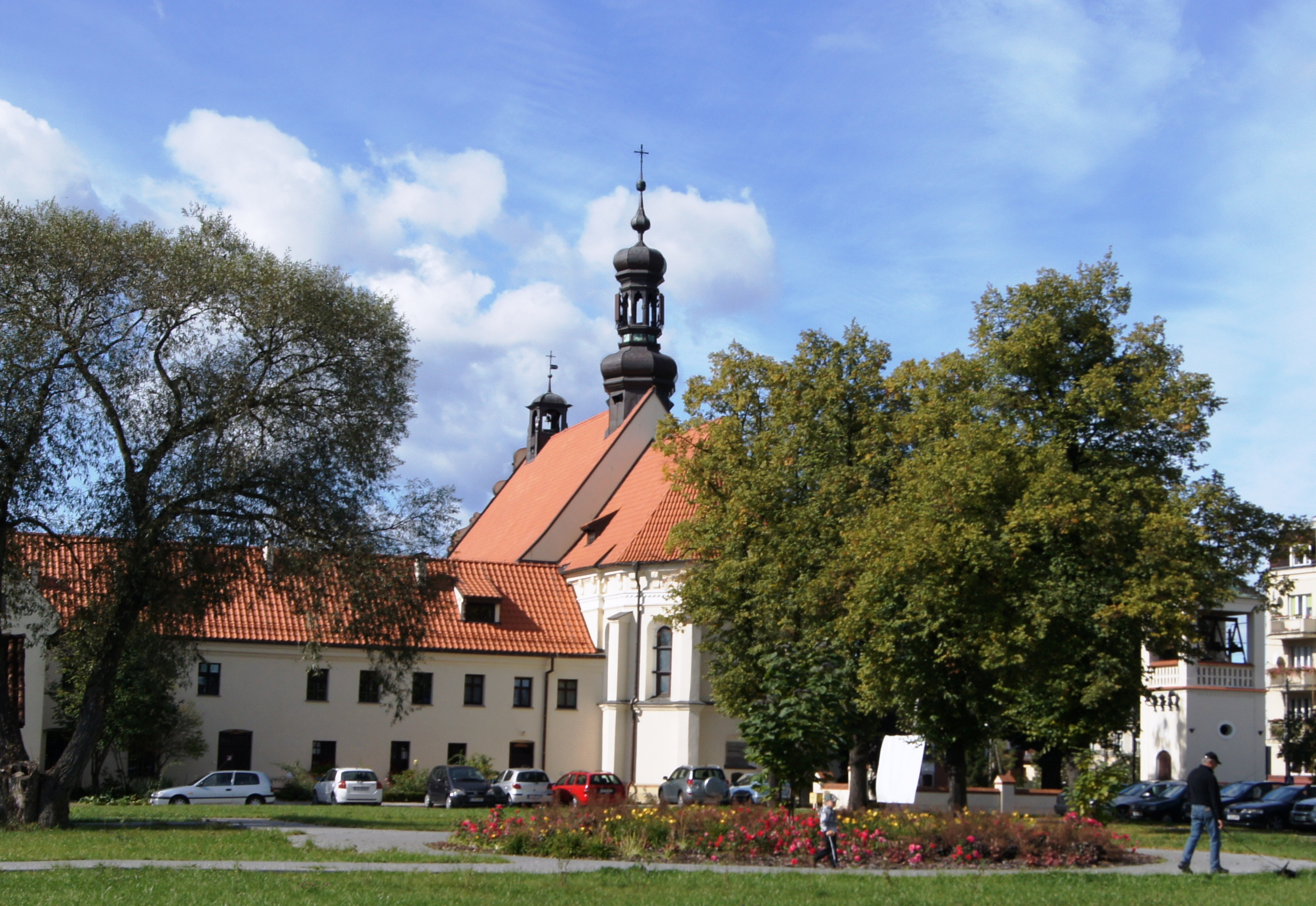
Katholische Pfarrkirche, erbaut 1644
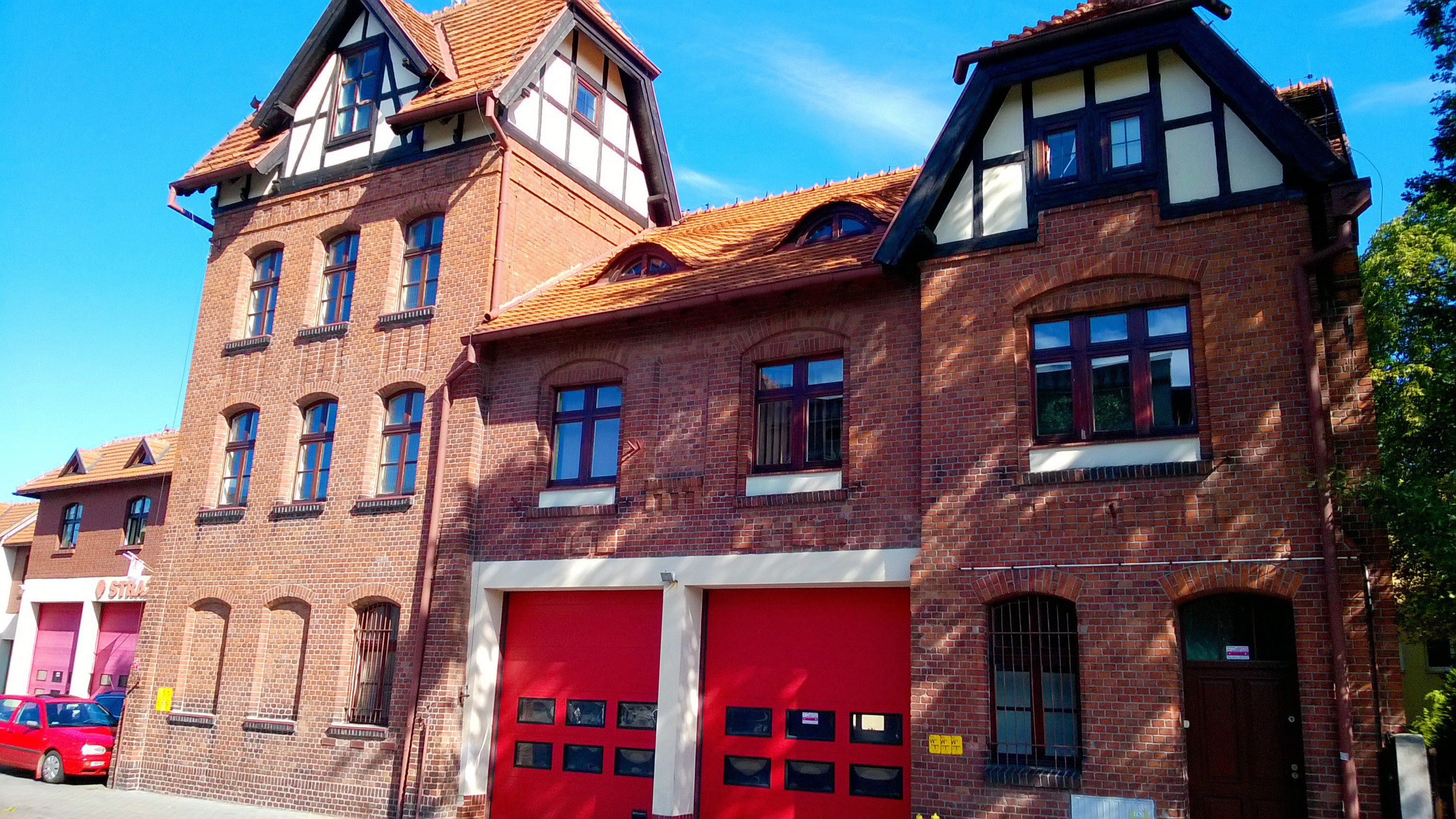
Alte Fachwerkhäuser
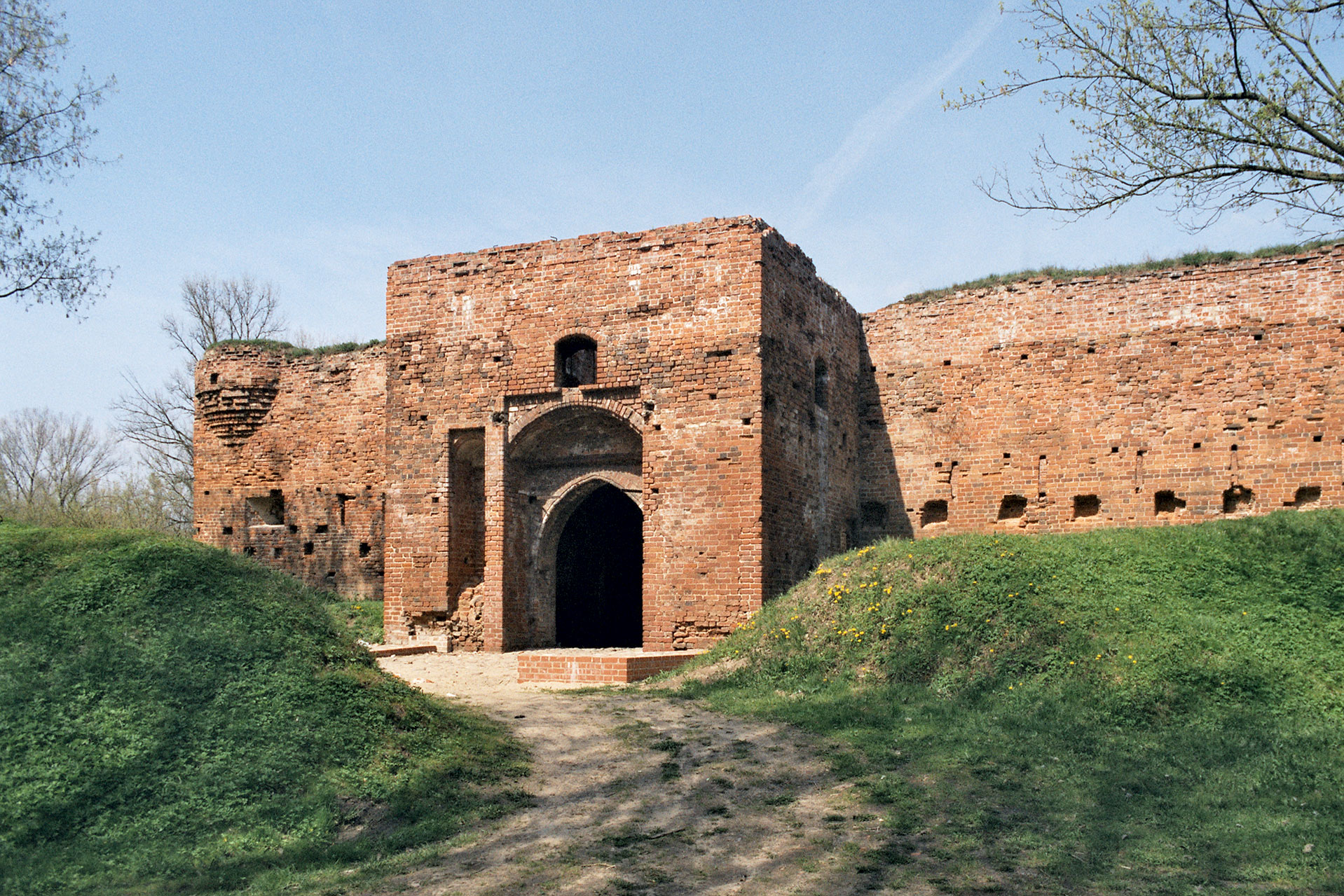
Schloss Dybow (ehemalige Ordensburg Nessau)

### Demographie
| Jahr | Einwohner | Anmerkungen |
| ---- | --------- | --- |
| 1802 | 0348      | [ 3 ] |
| 1816 | 0275      | davon acht Evangelische, 225 Katholiken und 42 Juden |
| 1821 | 0365      | in 40 Privatwohnhäusern |
| 1831 | 0533      | meist Katholiken |
| 1852 | 0627      | [ 5 ] |
| 1864 | 0872      | davon 422 Evangelische und 389 Katholiken |
| 1871 | 0880      | zur Hälfte Evangelische |
| 1890 | 2489      | [ 8 ] |
| 1905 | 3618      | davon 1200 Katholiken und 100 Juden |
| 1910 | 3637      | am 1. Dezember, davon 2461 Evangelische, 1071 Katholiken, neun Juden, 19 Sonstige (2854 mit deutscher, 706 mit polnischer Muttersprache, 78 Einwohner benutzen die deutsche und eine andere Sprache) |